# Wilhelm Manchot

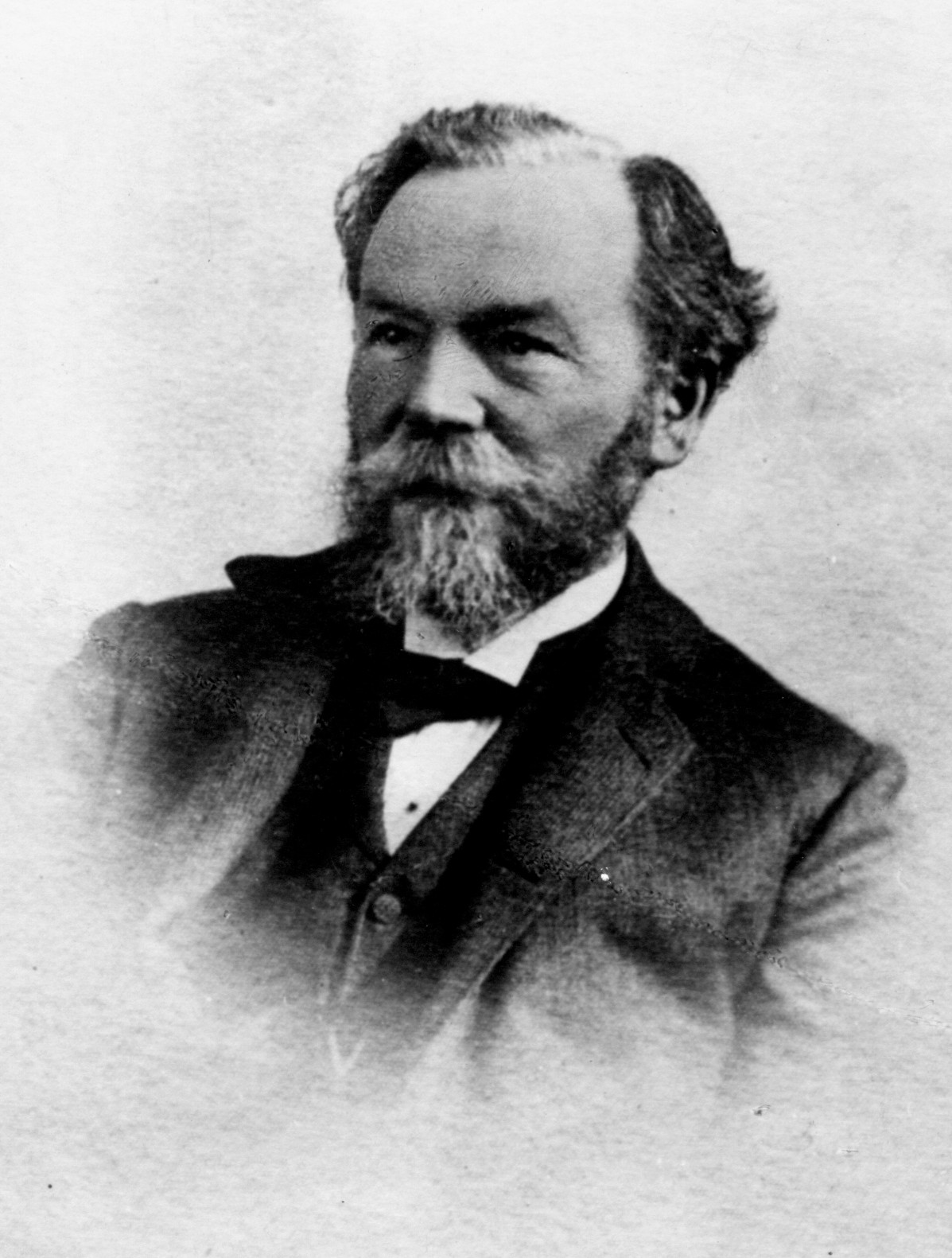
Wilhelm Manchot.

Wilhelm Manchot [mɑ̃ʃo], född 19 mars 1844 i Nidda, död 7 oktober 1912 i Bad Homburg vor der Höhe, var en tysk arkitekt och högskollärare. 

## Biografi
Manchot härstammade från en hugenottfamilj från Lothringen. Hans föräldrar var kyrkoherden Johann Daniel Manchot (1805–1867) och Carolina Wilhelmine Dickorée. Wilhelm Manchot besökte Realskolan i Offenbach och därefter en byggskola i Frankfurt am Main. Det följde utbildningar vid Münchens tekniska universitet och Akademie der Bildenden Künste München där han läste under Wilhelm Lübke samt Eidgenössische Technische Hochschule Zürich där han inspirerades av arkitekten Gottfried Semper. Det följde anställningar hos olika arkitekter i Europa. Mellan 1895 och 1910 var han lärare vid Städelsches Kunstinstitut i Frankfurt am Main och blev där ledare och professor vid mästerateljén för arkitekter. I samband med sin pensionering 1909 lämnade han arkitekturen helt.

## Arkitektur och verk
Som Semperelev ritade han till en början byggnader i nyrenässansens stil, senare övervägde nybarock. Många av hans byggnader förstördes under andra världskriget eller skadades svårt. Bland hans arbeten märks en lång rad privatvillor och några offentliga byggnader. Han deltog även i flera nationella och internationella arkitekttävling.

### Tävlingsbidrag för Nordiska museet
År 1883 deltog han i en internationell arkitekttävling för nybygget av Nordiska museet i Stockholm. Sexton bidrag kom in och första priset gick till Manchot. Hans förslag realiserades dock inte utan bearbetades först av arkitekt Magnus Isaeus och låg därefter till grund för ett nytt byggnadsförslag utarbetat av Isak Gustaf Clason vilket kom till utförande. Från Manchots tävlingsförslag existerar två ritningar; en planritning och en sektion som är utförda i tusch och akvarell på kartong. De finns arkiverade i arkitekturmuseet vid Technische Universität Berlin.
| Manchots tävlingsförslag, plan och sektion, signerade W. Manchot Mannheim 1883 och stämplade 1. Preis. |  | Manchots tävlingsförslag, plan och sektion, signerade W. Manchot Mannheim 1883 och stämplade 1. Preis. |
| Manchots tävlingsförslag, plan och sektion, signerade W. Manchot Mannheim 1883 och stämplade 1. Preis. |  | |